# Cooperative Patent Classification
Die Cooperative Patent Classification (CPC) ist der englische Ausdruck für die gemeinsame Patentklassifikation, ein Patentklassifikationssystem, das gemeinsam vom Europäischen Patentamt (EPA) und dem US Patent- und Markenamt (United States Patent and Trademark Office, USPTO) entwickelt wurde.
Ab dem 1. Januar 2013 stellt dieses Klassifikationssystem im EPA die Basis zur technologischen Einordnung von Erfindungen bei der Patenterteilung dar und löst damit die bisherige ECLA ab. Im USPTO soll die Ablösung der USPC „zu gegebener Zeit“ erfolgen.